# Kris Burm

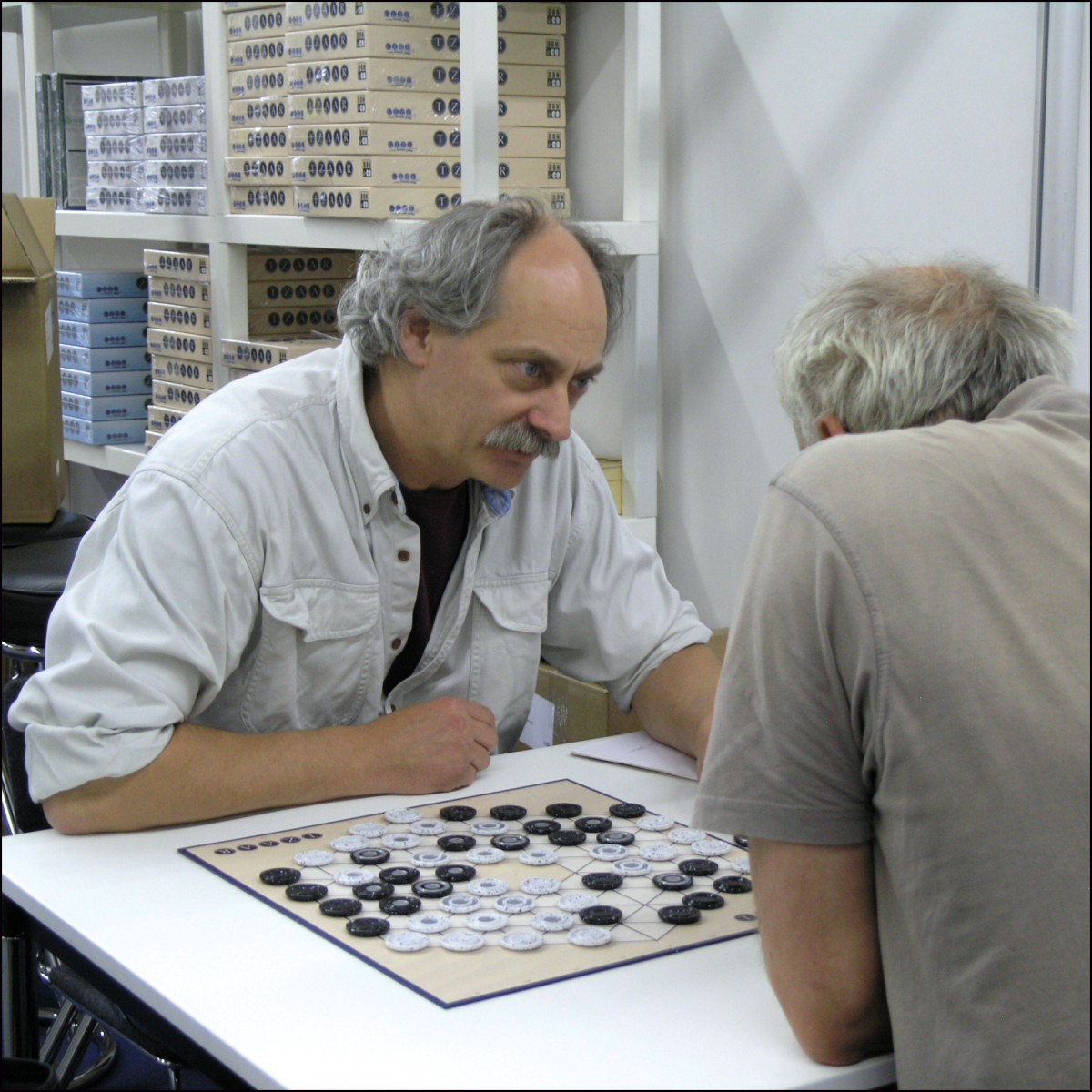
Kris Burm

Kris Burm (* 1957 in Antwerpen, Belgien) ist ein belgischer Spieleautor. Er hat sich auf die Neuerfindung von abstrakten Strategiespielen spezialisiert.
1991 veröffentlichte er sein erstes Spiel Invers, welches sich im selben Jahr auf der Auswahlliste zum Spiel des Jahres befand. Die Spielereihe Gipf-Projekt ist sein erfolgreichstes Projekt; die Spiele sind international prämiert worden. Er lebt seit 2005 mit seinen vier Kindern in Schilde bei Antwerpen.

## Auszeichnungen

### Spiel des Jahres
- Invers: Auswahlliste 1991
- Gipf: Auswahlliste 1998
- Zèrtz: Auswahlliste 2000
- Dvonn: Auswahlliste 2002
- Yinsh: Empfehlungsliste 2004
- Tzaar: Empfehlungsliste 2008

### Spiel der Spiele
- Lyngk: Sonderpreis zum Spiel der Spiele 2017

### International Gamers Award/Gamers Choice Awards
- Zèrtz: nominiert Zweipersonenspiele 2001
- Dvonn: Sieger Zweipersonenspiele 2002
- Yinsh: nominiert Zweipersonenspiele 2004
- Pünct: nominiert Zweipersonenspiele 2006
- Tzaar: nominiert Zweipersonenspiele 2008

### Mensa Select
- Zèrtz: 2000
- Dvonn: 2002
- Yinsh: 2004

### Niederländischer Spielepreis
- Dvonn: nominiert 2002
- Yinsh: nominiert 2004
- Tzaar: nominiert 2008

### Games Magazine
- Dvonn: Game of the Year 2003
- Tzaar: Game of the Year 2009

### innoSPIEL
- LYNGK: nominiert 2017

## Ludographie
- 1991: Invers, Peri Spiele
- 1993: Oxford, Peri Spiele
- 1994: Balanx, Fun Connection
- 1995: Tashkent Domino (3x3), Peri Spiele
- 1995: Flix, Milton Bradley
- 1995: Orient, Happy World
- 1996: Quads, GiGamic, International Games
- 1997: Tashkent Domino (5x5), Peri Spiele
- 1997: Dicemaster, Iron Crown Enterprises
- 1997: Bi-Litaire, Peri Spiele
- 1997: Batik, GiGamic
- 1997: Gipf, Don & Co, Schmidt Spiele (Gipf-Projekt Spiel 1)
- 1999: Tamsk, Schmidt Spiele (Gipf-Projekt Spiel 2)
- 2000: Zèrtz, Schmidt Spiele, Rio Grande Games, Don & Co (Gipf-Projekt Spiel 3)
- 2001: Elcanto, HiKu Spiele
- 2001: Dvonn, Don & Co, Rio Grande Games (Gipf-Projekt Spiel 4)
- 2002: Batik Kid, GiGamic
- 2003: Yinsh, Don & Co, Rio Grande Games (Gipf-Projekt Spiel 5)
- 2004: Quads, GiGamic
- 2005: Pünct, Don & Co (Gipf-Projekt Spiel 6)
- 2007: Tzaar, Smart Games (ersetzte Tamsk als zweites Spiel des Gipf-Projektes)
- 2008: Colour Code, Smart Games